# Karel Kolský
Karel Kolský (ur. 21 września 1914 w Kročehlavach, zm. 2 lutego 1984 w Pilźnie) – piłkarz czeski grający na pozycji pomocnika. W swojej karierze rozegrał 15 meczów w reprezentacji Czechosłowacji.

## Kariera klubowa
Karierę piłkarską Kolský rozpoczął w klubie SK Kročehlavy. Następnie został zawodnikiem SK Kladno, w którym występował w latach 1935–1937. W 1937 roku odszedł do Sparty Praga. Wraz ze Spartą pięciokrotnie wywalczył mistrzostwo Czechosłowacji w sezonach 1937/1938, 1938/1939, 1943/1944, 1945/1946 i 1947/1948 oraz zdobył trzy Puchary Czechosłowacji (1943, 1944, 1946). W 1948 roku przeszedł do Sparty Úpice i w 1951 roku zakończył w niej swoją karierę.

## Kariera reprezentacyjna
W reprezentacji Czechosłowacji Kolský zadebiutował 15 maja 1937 roku w przegranym 1:3 towarzyskim meczu ze Szkocją. W 1938 roku został powołany do kadry na mistrzostwa świata we Francji. Na tym turnieju był rezerwowym zawodnikiem i nie rozegrał żadnego spotkania. Od 1937 do 1948 roku rozegrał w kadrze narodowej 15 meczów.

## Kariera trenerska
Po zakończeniu kariery piłkarskiej Kolský został trenerem. W latach 1951–1958 prowadził Duklę Praga. W latach 1953, 1956 i 1958 doprowadził ją do wywalczenia trzech tytułów mistrza kraju. W międzyczasie w 1956 i 1958 roku krótko był selekcjonerem reprezentacji Czechosłowacji. W 1958 roku poprowadził ją na mistrzostwach świata w Szwecji, jednak Czechosłowacja nie wyszła wówczas z grupy.
W latach 1959–1963 Kolský był trenerem Sparty Praga. Z kolei w sezonie 1963/1964 prowadził Wisłę Kraków, a w latach 1965–1967 – Zbrojovkę Brno. Następnie był trenerem LIAZ-u Jablonec (1967–1969), Skody Pilzno (1969–1970), Sparty Praga (1970–1971) i RH Cheb (1976–1978).